# Schönborn (Herrschaft)

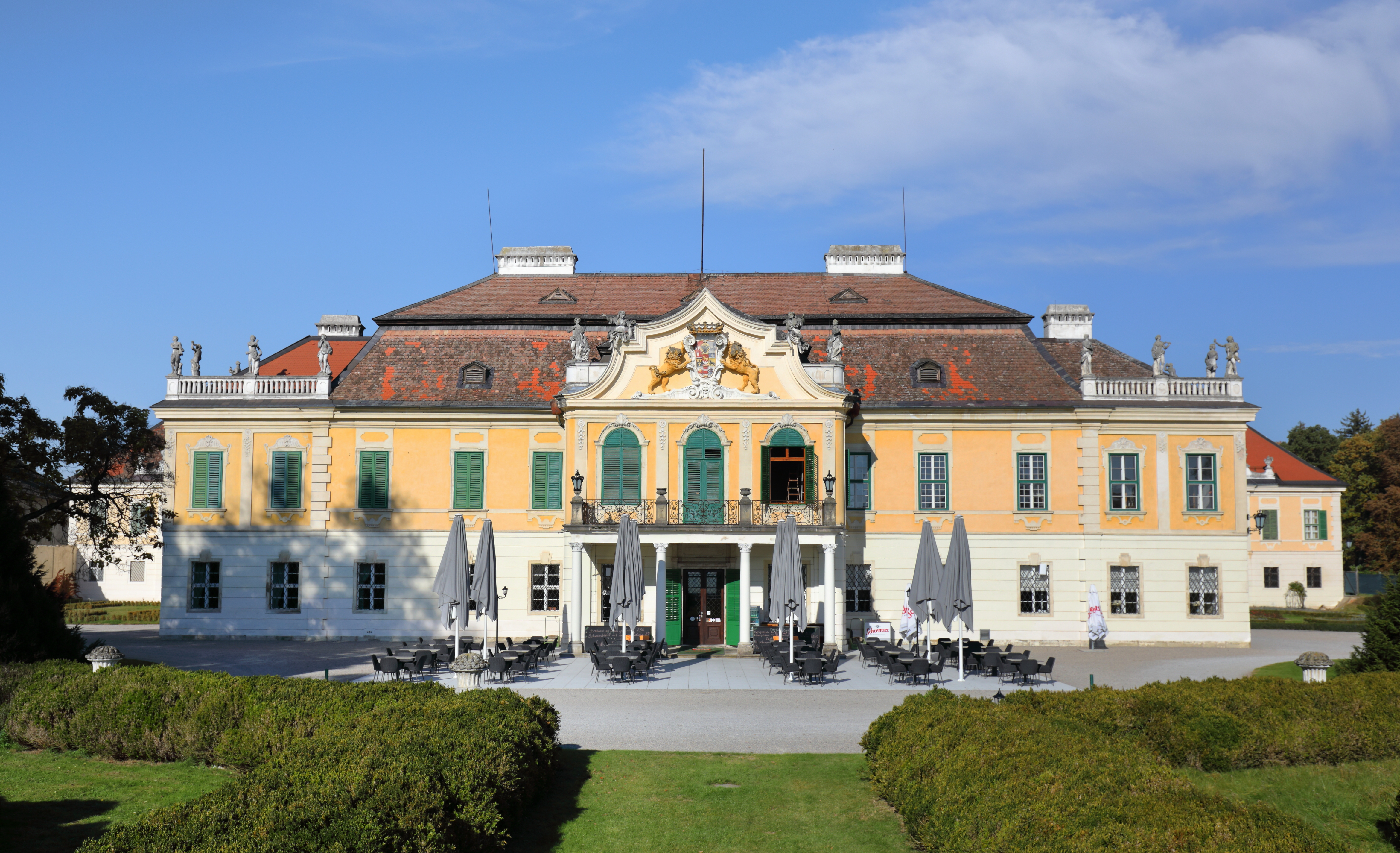
Schloss Schönborn, Sitz der Verwaltung (2021)

Die Herrschaft Schönborn war eine Grundherrschaft im Viertel unter dem Manhartsberg im Erzherzogtum Österreich unter der Enns, dem heutigen Niederösterreich.

## Ausdehnung
Die Herrschaft, welcher auch die Gülten Göllersdorf, Eppenberg, Leitzersbrunn, Oberparschenbrunn, Oberfellabrunn, Veste Rothenhof zu Grafendorf, Breitenwaida angehörten und die über Holden zu Abbsdorf, Gaisruck und Dipoldsdorf verfügte, umfasste zuletzt die Ortsobrigkeit über Göllersdorf, Schönborn, Bergau, Eitzersthal, Furth, Obermallebern, Porrau, Stranzendorf, Untergrub, Untermallebern, Viendorf und Wischethal, dann Oberparschenbrunn und Rothenhof sowie Oberfellabrunn und Geitzendorf. Der Sitz der Verwaltung befand sich in Schloss Schönborn.

## Geschichte
Letzter Inhaber der Familienfideikommissherrschaft war Karl Friedrich Graf von Schönborn-Buchheim, Herr der Herrschaften Schönborn, Mautern, Rossatz, Weyerburg, weiters Arnfels, Dornegg und Schmirnberg sowie Munkács und Szent Miklós (im damaligen Ungarn), als diese in den Reformen 1848/1849 aufgelöst wurde. Die Herrschaft Szent Miklós zählte zu den größten in Osteuropa und bestand 1731 aus 4 Städten und 200 Dörfern mit einer Gesamtfläche von 2.400 Quadratkilometern.